# Feuchtgebiete (película)
Feuchtgebiete (distribuida en Hispanoamérica con el título Zonas húmedas) es una película alemana del 2013, dirigida por David Wnendt, basada en la novela homónima, de la autoría de Charlotte Roche. Se estrenó mundialmente el 11 de agosto del 2013 en el Festival Internacional de Cine de Locarno y en la cartelera alemana el 22 de agosto de ese mismo año (Majestic Film).

## Argumento
Helen (Carla Juri), joven de preparatoria, experimenta con su cuerpo (sus orificios corporales, especialmente el ano, y sus secreciones), como una manera de rebelarse contra su madre (Meret Becker), separada de su padre (Axel Milberg). A sus 18 años, utiliza las verduras para masturbarse y está convencida de que la higiene corporal está sobrevaluada por la sociedad, sobre todo por su propia madre. Junto con su amiga Corinna (Marlen Kruse), rompe las normas y se siente libre de muchos tabúes. Internada en el servicio de proctología (cuyo jefe es el doctor Notz, Edgar Selge) de un hospital luego de haberse rasurado muy apresuradamente el vello anal (véase glabro), con lo que se provocó una fisura anal (véase hemorroides), comienza a planear allí la reconciliación de sus padres, y coquetea también con el enfermero Robin (Christoph Letkowski), quien tiene novia (la enfermera Valerie, Peri Baumeister) y de quien finalmente se enamora.

## Premios
| Año  | Premio                                    | Categoría                                          | Nombre             | Resultado |
| ---- | ----------------------------------------- | -------------------------------------------------- | ------------------ | --------- |
| 2014 | Festival de Cine de Sundance 2014         | Premio del Gran Jurado del Cine Mundial: Dramático | David Wnendt       | Nominado  |
| 2014 | Deutscher Filmpreis                       | Mejor Actuación Femenina (Actriz Principal)        | Carla Juri         | Nominada  |
| 2014 | Deutscher Filmpreis                       | Mejor Edición                                      | Andreas Wodraschke | Nominado  |
| 2013 | Festival Internacional de Cine de Locarno | Leopardo Dorado                                    | David Wnendt       | Nominado  |
| 2013 | Festival Internacional de Cine de Locarno | Leopardo para la Mejor Actriz                      | Carla Juri         | Nominada  |
| 2013 | Premios Bambi                             | Mejor Actriz - Nacional                            | Carla Juri         | Nominada  |